# Foni Bondali
Foni Bondali är ett distrikt i Gambia. Det ligger i regionen West Coast, i den sydvästra delen av landet, 70 km öster om huvudstaden Banjul. Antalet invånare var 7 578 vid folkräkningen 2013. Den största orten då var Kafenkeng Bambarang.